# Carex lutea
Carex lutea är en halvgräsart som beskrevs av Leblond. Carex lutea ingår i släktet starrar, och familjen halvgräs.
Artens utbredningsområde är North Carolina. Inga underarter finns listade i Catalogue of Life.

## Bildgalleri

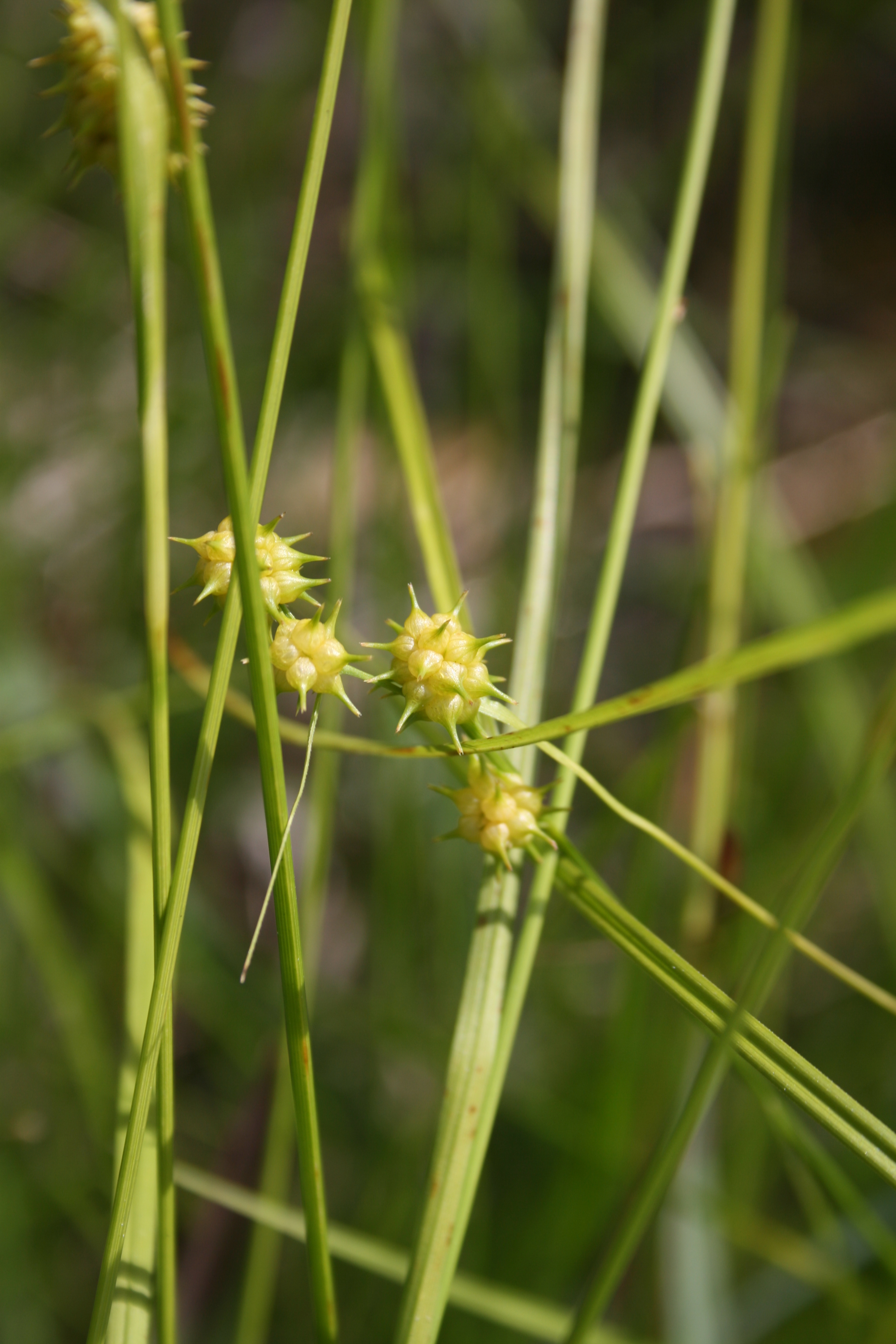
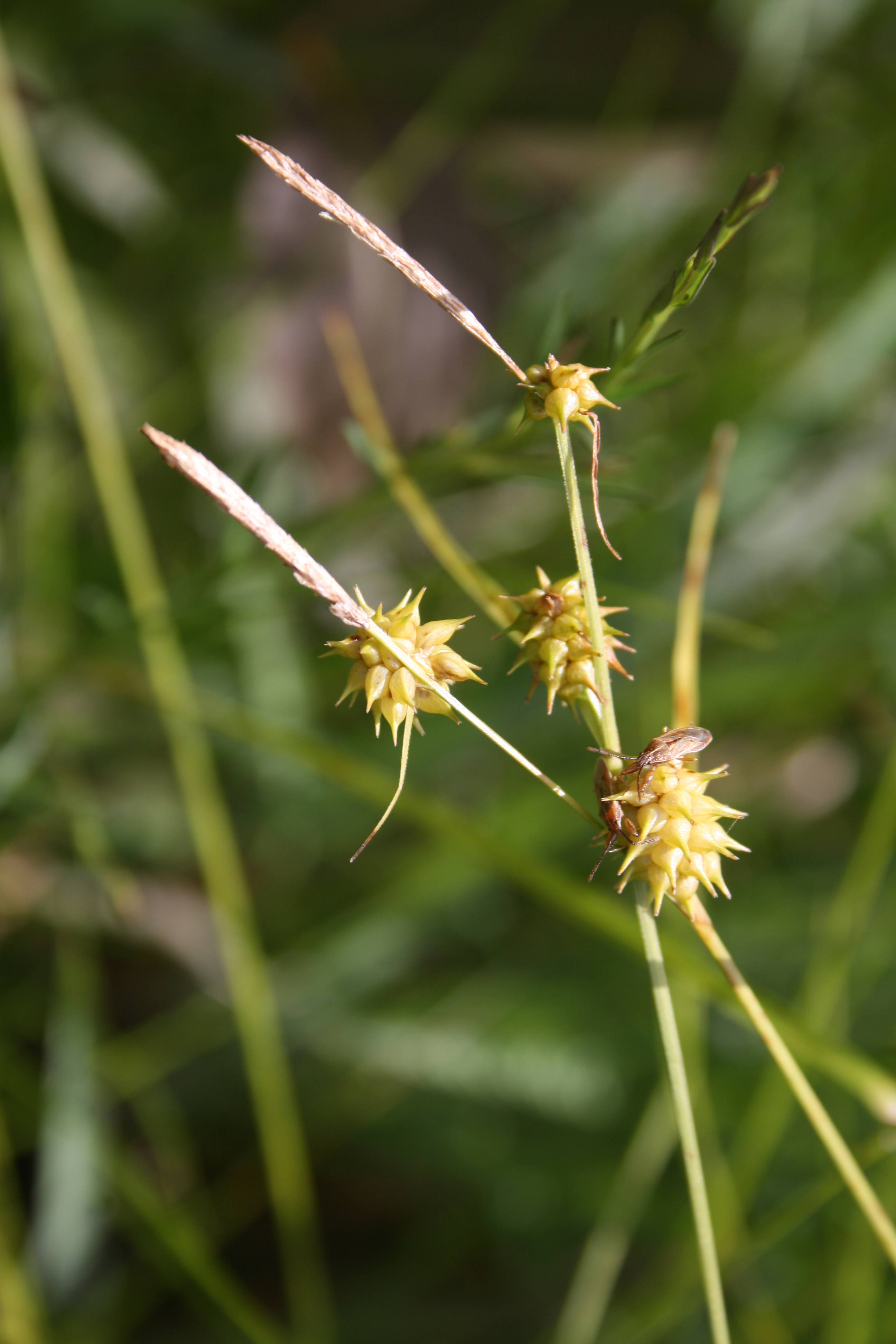
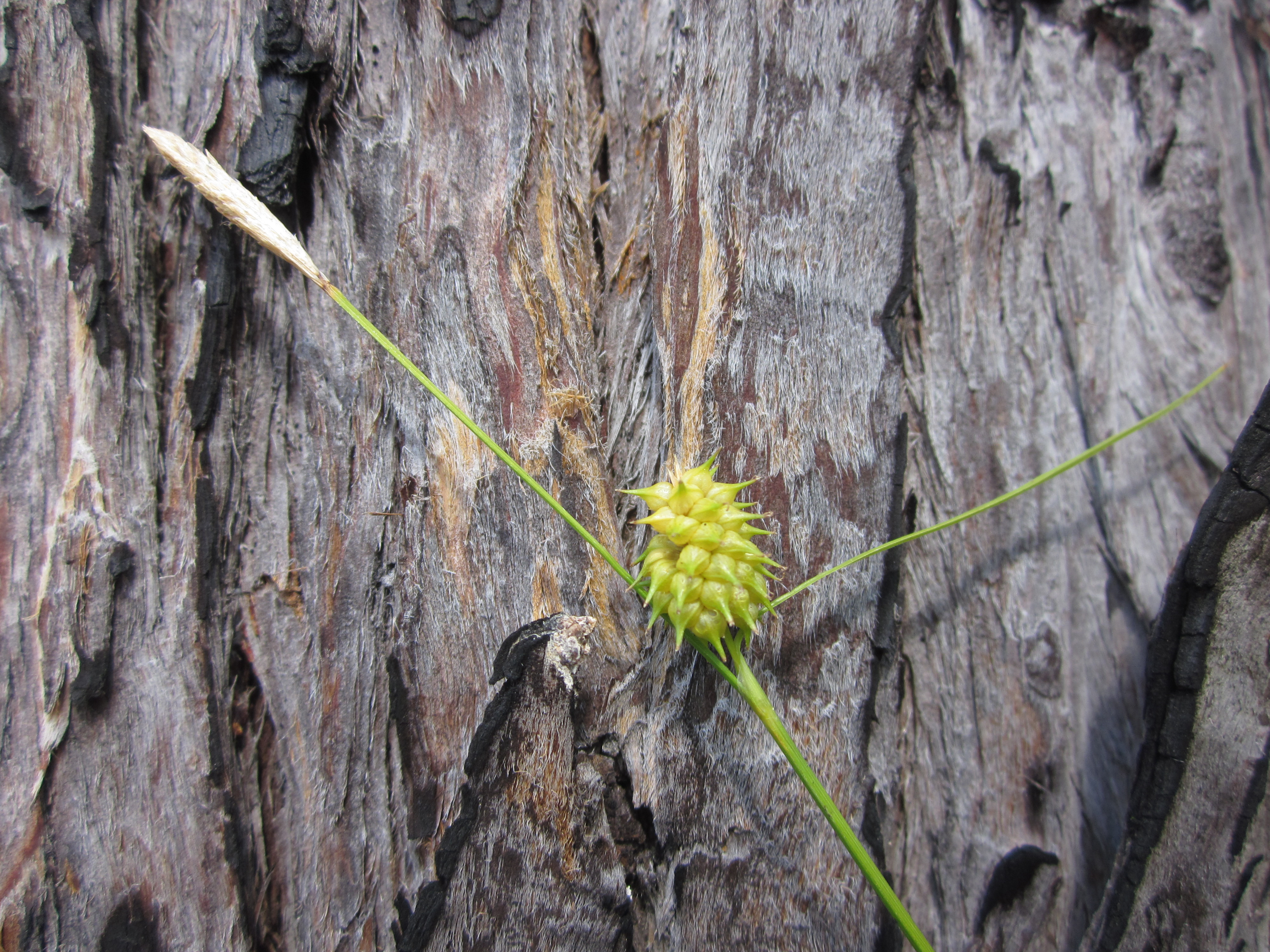